# César Bocachica
César Luis Bocachica (Ponce, 28 luglio 1938) è un ex cestista portoricano.

## Carriera
Con Porto Rico ha disputato i Giochi olimpici di Roma 1960 e i Campionati mondiali del 1963.